# Bob Jeter
Bob Jeter é um ex-jogador profissional de futebol americano estadunidense.

## Carreira
Bob Jeter foi campeão do Super Bowl II jogando pelo Green Bay Packers.